# Rick Astley-diszkográfia
Ez a szócikk Rick Astley angol énekes, dalszerző diszkográfiáját tartalmazza. Astley debütáló kislemeze a Never Gonna Give You Up című dal szerzői a Stock Aitken Waterman trió volt, velük két stúdióalbumot jelentetett meg a művész, majd 1990-ben elhagyta a szerzőket, és kiadót váltott. 1993-as visszavonulásakor Astley mintegy 40 millió lemezt adott el világszerte. 2001-ben visszatért a zeneiparba, majd megjelent új albuma Németországban, majd a Portrait című albuma 2005-ben. 2010-ben megjelent Lights Out című kislemeze, közel 17 év után újra az Egyesült Királyságban.

## Stúdió albumok
| Whenever You Need Somebody | - Megjelenés: 1987. november 16. - Label: RCA Records - Formátum: CD, MC, LP            | 14 | 3  | 2  | 1  | 4  | 3  | 2  | 2  | 1  | 10  | - CAN: 4× Platina - UK: 4× Platina - US: 2× Platina |  |  |  |  |  |  |  |
| Hold Me in Your Arms       | - Megjelenés: 1988. november 26. - Label: RCA Records - Formátum: CD, LP, MC            | 19 | 30 | 3  | 3  | —  | 28 | 7  | 11 | 8  | 19  | - CAN: 2× PlatinA - UK: Platina - US: Arany         |  |  |  |  |  |  |  |
| Free                       | - Megjelenés: 1991. március 12. - Label: RCA Records - Formátum: CD, MC, LP             | 20 | 24 | 17 | 8  | —  | —  | 16 | 26 | 9  | 31  | - UK: Arany                                         |  |  |  |  |  |  |  |
| Body and Soul              | - Megjelenés: 1993. szeptember 28. - Label: RCA Records - Formátum: CD, MC              | —  | —  | —  | —  | —  | —  | —  | —  | —  | 185 |                                                     |  |  |  |  |  |  |  |
| Keep It Turned On          | - Megjelenés: 2001. december 3. - Label: Cruz Music/Polydor Records - Formátum: CD      | —  | —  | —  | 56 | —  | —  | —  | —  | —  | —   |                                                     |  |  |  |  |  |  |  |
| Portrait                   | - Megjelenés: 2005. október 17. - Label: RCA Records - Formátum: CD, Digitális letöltés | —  | —  | —  | —  | —  | —  | —  | —  | 26 | —   |                                                     |  |  |  |  |  |  |  |
| 50                         | - Megjelenés: 2016. június 10. - Label: BMG - Formátum: CD, Digitális letöltés          | —  | 42 | —  | 21 | 65 | —  | —  | 44 | 1  | —   | - UK: Arany                                         |  |  |  |  |  |  |  |
|                            |                                                                                         |    |    |    |    |    |    |    |    |    |     |                                                     |  |  |  |  |  |  |  |

## Válogatásalbumok
| 2000                                             | Together Forever – Greatest Hits and More... - Label: RCA Records      | N/A |             |
| 2002                                             | Greatest Hits - Label: BMG                                             | 16  | - UK: Arany |
| 2003                                             | The Best of Rick Astley – Never Gonna Give You Up - Label: BMG         | —   |             |
| 2004                                             | Love Songs - Label: BMG                                                | —   |             |
| 2004                                             | The Platinum and Gold Collection – Rick Astley - Label: Arista Records | —   |             |
| 2004                                             | Artist Collection: Rick Astley - Label: BMG                            | —   |             |
| 2006                                             | 12" Collection - Label: Sony BMG                                       | —   |             |
| 2007                                             | Together Forever – The Best of Rick Astley - Label: Music Club         | —   |             |
| 2008                                             | Ultimate Collection - Label: Sony BMG                                  | 17  |             |
| 2008                                             | Playlist: The Very Best of Rick Astley - Label: Sony BMG               | N/A |             |
| "—" megjelenés ideje, nem slágerlista helyezések |                                                                        |     |             |

## Remix albumok
| Év   | Album megjelenések               |
| ---- | -------------------------------- |
| 1990 | Dance Mixes - Label: RCA Records |
| 1999 | 12" Collection - Label: BMG      |

## Kislemezek
| 1987 | "Never Gonna Give You Up"                        | 1  | 1  | 1  | 1  | 1  | 1  | 2 | 2  | 4  | 6  | 1  | 1  | 1  | Whenever You Need Somebody       |  |  |  |  |
| 1987 | "Whenever You Need Somebody"                     | 3  | —  | —  | —  | —  | 3  | 3 | 1  | 4  | 11 | 1  | 2  | 1  | Whenever You Need Somebody       |  |  |  |  |
| 1987 | "When I Fall in Love"/"My Arms Keep Missing You" | 2  | —  | —  | —  | —  | 5  | 2 | 14 | 21 | —  | 6  | 3  | 12 | Whenever You Need Somebody       |  |  |  |  |
| 1988 | "Together Forever"                               | 2  | 1  | 1  | 2  | 1  | 19 | 1 | 14 | 10 | 18 | 5  | 12 | —  | Whenever You Need Somebody       |  |  |  |  |
| 1988 | "It Would Take a Strong Strong Man"              | —  | 10 | 8  | 1  | 1  | —  | — | —  | —  | —  | —  | —  | —  | Whenever You Need Somebody       |  |  |  |  |
| 1988 | "She Wants to Dance with Me"                     | 6  | 6  | 13 | 5  | 1  | 15 | 4 | 12 | —  | —  | 10 | 8  | 12 | Hold Me in Your Arms             |  |  |  |  |
| 1988 | "Take Me to Your Heart                           | 8  | —  | —  | —  | —  | 41 | 5 | 16 | —  | 18 | 10 | 11 | 10 | Hold Me in Your Arms             |  |  |  |  |
| 1989 | "Hold Me in Your Arms"                           | 10 | —  | —  | —  | —  | 80 | 7 | —  | —  | —  | 32 | 35 | —  | Hold Me in Your Arms             |  |  |  |  |
| 1989 | "Giving Up on Love"                              | —  | 38 | —  | 11 | 45 | —  | — | —  | —  | 46 | —  | —  | —  | Hold Me in Your Arms             |  |  |  |  |
| 1989 | "Ain't Too Proud to Beg"                         | —  | 89 | —  | 16 | —  | —  | — | —  | —  | —  | —  | —  | —  | Hold Me in Your Arms             |  |  |  |  |
| 1991 | "Cry for Help"                                   | 7  | 7  | —  | 1  | 4  | 13 | 9 | —  | 22 | —  | 14 | 11 | 17 | Free                             |  |  |  |  |
| 1991 | "Move Right Out"                                 | 58 | 81 | —  | 29 | 36 | —  | — | —  | —  | —  | 52 | 66 | —  | Free                             |  |  |  |  |
| 1991 | "Never Knew Love"                                | 70 | —  | —  | —  | —  | —  | — | —  | —  | —  | —  | —  | —  | Free                             |  |  |  |  |
| 1993 | "The Ones You Love"                              | 48 | —  | —  | 19 | 54 | —  | — | —  | —  | —  | 54 | —  | —  | Body & Soul                      |  |  |  |  |
| 1993 | "Hopelessly"                                     | 33 | 28 | —  | 4  | 8  | —  | — | —  | —  | —  | —  | —  | —  | Body & Soul                      |  |  |  |  |
| 2001 | "Sleeping"                                       | —  | —  | —  | —  | —  | —  | — | 69 | —  | —  | 60 | —  | —  | Keep It Turned On                |  |  |  |  |
| 2002 | "Keep It Turned On"                              | —  | —  | —  | —  | —  | —  | — | —  | —  | —  | —  | —  | —  | Keep It Turned On                |  |  |  |  |
| 2010 | "Lights Out"                                     | 97 | —  | —  | —  | —  | —  | — | —  | —  | —  | —  | —  | —  | csak kislemez                    |  |  |  |  |
| 2012 | "Goodbye But Not the End"                        | —  | —  | —  | —  | —  | —  | — | —  | —  | —  | —  | —  | —  | csak kislemez (megjelenés előtt) |  |  |  |  |
|      |                                                  |    |    |    |    |    |    |   |    |    |    |    |    |    |                                  |  |  |  |  |

## Vendég előadóként
| 1987 | "When You Gonna" (közreműködik Lisa Carter)                       | —  | — | —  | — | — | 17 | — | kislemez      |  |  |
| 1987 | "Let It Be" (Ferry Aid csapattal)                                 | 1  | — | 1  | 4 | 8 | 3  | 9 | kislemez      |  |  |
| 1987 | "Learning to Live (Without Your Love)" (közreműködik O'chi Brown) | —  | — | —  | — | — | —  | — | O'chi         |  |  |
| 1994 | "Can You Feel the Love Tonight" (közreműködik Elton John)         | 14 | 4 | 10 | 4 | 1 | 14 | 2 | The Lion King |  |  |
|      |                                                                   |    |   |    |   |   |    |   |               |  |  |